# Angélique Ionatos
Angelikí Ionátou (en grec moderne : Αγγελική Ιονάτου), connue en francophonie sous le nom d'Angélique Ionatos, est une compositrice, guitariste et chanteuse grecque née le 22 juin 1954 à Athènes et morte le 7 juillet 2021 aux Lilas,.

## Biographie
En 1969, ses parents fuient la dictature des colonels pour la Belgique à Liège, en amenant leurs enfants, avant de choisir finalement la France. Angélique Ionatos vit douloureusement cet exil.
En 1972, à tout juste 18 ans, Angélique Ionatos enregistre son premier disque en français, avec la collaboration de son frère Photis ; ce 33 tours, intitulé Résurrection, est couronné par le prix de l'Académie Charles-Cros.
En 1977, Angélique Ionatos éprouve la nécessité de revenir à la langue grecque : guitariste et compositrice, elle met en musique de nombreux poètes, grecs pour la plupart. C'est Odysséas Elýtis, prix Nobel de littérature 1979, qui l'a le plus inspirée, avec Marie des Brumes, Le Monogramme, Parole de juillet notamment. De 1989 à 2000, elle a été artiste associée au Théâtre de Sartrouville, qui fut dirigé par son futur époux, Claude Sévenier.
Elle a collaboré avec plusieurs musiciens et musiciennes, comme Henri Agnel, Spyros Sakkas, Christian Boissel, Néna Venetsánou, César Stroscio parmi d'autres.
En 2006, Angélique Ionatos invite la compositrice, chanteuse et guitariste Katerina Fotinaki pour la reprise du spectacle Sappho de Mytilène à Lausanne. Elles ont tourné ensemble jusqu'en 2018, en duo ou avec d'autres musiciens, notamment Claude Tchamitchian et Gaspar Claus, et l'un de leurs spectacles, Comme un jardin la nuit, a été gravé en CD-DVD en 2009.
En 2015, elle intervient dans le film Je lutte donc je suis de Yannis Youlountas et participe également à la bande originale.
Angélique Ionatos meurt le 7 juillet 2021 à l'âge de 67 ans des suites d'une longue maladie, a annoncé le 8 juillet à l'AFP son fils Alexis Sévenier. Ses cendres sont dispersées en Grèce.

## Style
Angélique Ionatos a su puiser son inspiration au cœur de la culture traditionnelle grecque, en particulier dans la structure du thrène, ce chant improvisé sur des vers par les femmes, en Crète et en Épire, pour évoquer la vie des défunts, et dont la forme musicale et poétique lui semble prendre ses racines dans la tragédie grecque,. Par son art qui se situe au carrefour entre musique grecque traditionnelle, chanson poétique et blues, Angélique Ionatos est une des voix — et des âmes — de la culture méditerranéenne. Rythmicienne, et guitariste autodidacte, elle développe un style de jeu très personnel, marqué notamment par l'usage systématique d'accords ouverts.

## Discographie
- 1972 : Résurrection (avec Photis Ionatos)
- 1975 : Angélique et Photis Ionatos
- 1979 : I Palami sou
- 1981 : La Forêt des hommes (To dassos ton anthropon)
- 1983 : O Hélios O Héliatoras
- 1984 : Marie des brumes (Maria Nefeli)
- 1985 : Récital
- 1988 : Le Monogramme (sept chants d'amour d'Odysséas Elýtis)
- 1989 : Archipel (compilation)
- 1991 : Sappho de Mytilène (avec Néna Venetsánou)
- 1992 : O Erotas
- 1994 : Mia thalassa
- 1996 : Parole de juillet (Iouliou logos)
- 1997 : Chansons nomades (avec Henri Agnel)
- 2000 : D'un bleu très noir (avec César Stroscio)
- 2003 : Angélique Ionatos canta Frida Kahlo : Alas Pa volar (Des ailes pour voler) (avec César Stroscio)
- 2004 : Anthologie (compilation)
- 2007 : Eros y muerte (avec César Stroscio)
- 2009 : Comme un jardin la nuit (en duo avec Katerina Fotinaki)
- 2015 : Reste la lumière

## Filmographie
- 1998 : Voleur de vie d'Yves Angelo, compositrice de la musique originale du film (reprise notamment de sa chanson Sappho de Mytilène).
- 2015 : Je lutte donc je suis de Yannis Youlountas, à la fois intervenante du film et chanteuse pour la bande originale